# Gemeinde Rogatec

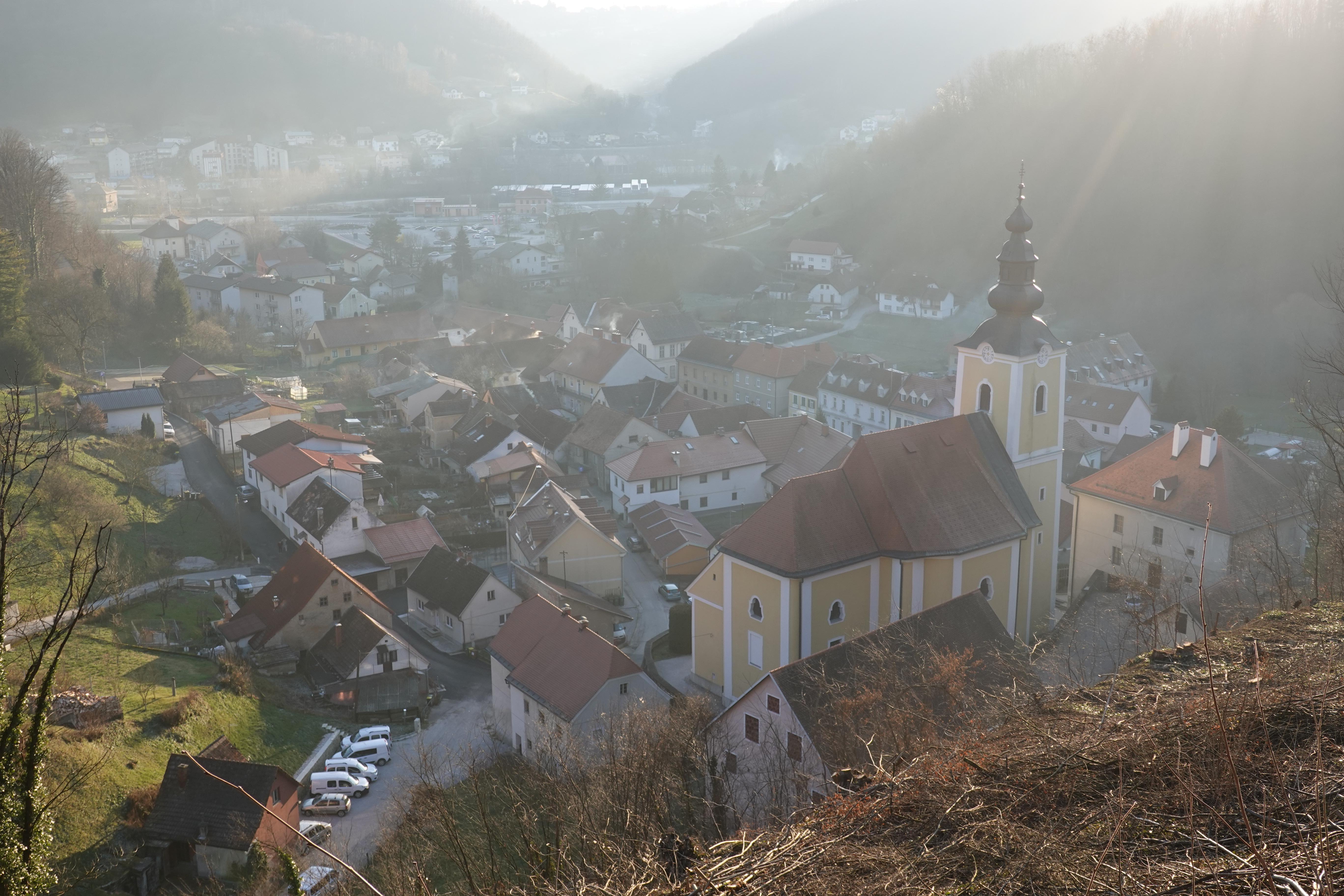
Blick ins Tal von Rogatec

Die Gemeinde Rogatec (slowenisch: Občina Rogatex) ist eine Gemeinde in der historischen Landschaft Region Spodnja Štajerska / Untersteiermark, heute Region Savinjska in Slowenien.
Hauptort und Verwaltungssitz ist der Ort Rogatec.

## Lage
Die aus neun Ortschaften Gemeinde liegt im östlichen Teil Sloweniens direkt an der kroatischen Grenze, die hier von dem im Ortsteil Log entspringenden Flüsschen Sotla (deutsch Sattelbach) gebildet wird.

## Ortsteile
Die Gemeinde besteht aus den folgenden Ortschaften (in Klammer die deutschsprachige Ortsbezeichnungen aus der Zeit von vor 1918)
- Brezovec pri Rogatcu (dt. Radelholz)
- Dobovec pri Rogatcu (dt. Sankt Rochus am Matzel)
- Donačka Gora (dt. Donatiberg)
- Log (dt. Loog in der Steiermark)
- Rogatec (dt. Rohitsch)
- Sveti Jurij (dt. Sankt Georgen bei Rohitsch)
- Tlake (dt. Tlaike)
- Trlično (dt. Terlitschno)
- Žahenberc (dt. Schlachtenberg)

## Nachbargemeinden
| Rogaška Slatina | Majšperk, Žetale                            |          |
| Rogaška Slatina | Kompassrose, die auf Nachbargemeinden zeigt | Kroatien |
|                 | Kroatien                                    |          |

## Geschichte
Auf dem Gebiet der Gemeinde Rogatec wurden neun Massengräber aus der Zeit des Zweiten Weltkriegs gefunden.

## Verkehr
Rogatec liegt an der Eisenbahnstrecke Grobelno (Slowenien)–Zabok (Kroatien).

## Persönlichkeiten
In Rogatec geboren:
- Mihael Lendovšek (1844–1920), Schriftsteller und Theologe
- Rajko Rep (* 1990), Fußballspieler